# اوکسون بونگ
اوکسون بونگ (به لاتین: Oksunbong) یک کوه و قله در کره جنوبی است که در استان چونگچئونگ شمالی واقع شده‌است. اوکسون بونگ ۲۸۶ متر بالاتر از سطح دریا واقع شده‌است.